# Goodbye Emmanuelle
Goodbye Emmanuelle (Alternativtitel: Emmanuelle 3) ist ein französisches Erotik-Filmdrama von François Leterrier aus dem Jahr 1977. Der Film wurde auf den Seychellen gedreht und ist der dritte Teil der französischen Emmanuelle-Filmreihe über die gleichnamige fiktive Person, welche von Emmanuelle Arsan erschaffen wurde.

## Handlung
Emmanuelle und Jean verbringen seit drei Jahren freizügige Zeiten auf den Seychellen, in die auch die Einheimische Angélique involviert ist. Bei einem Treffen mit dem befreundeten Ehepaar Guillaume und Clara sowie der von ihrem Mann verlassenen Malerin Chloe kommt ihr Bekannter Gerard mit der Stewardess Vanessa hinzu. Diese wird sogleich vom sich gerne mit anderen Frauen einlassenden Guillaume unterhalten – zum Ärger der eifersüchtigen Clara. An einem anderen Tag, im Hause des befreundeten, ebenfalls sehr freizügigen Ehepaars Florence und Michel, mit dem Emmanuelle, Jean und Chloe eine nette Nacht genossen hatten, macht Emmanuelle Bekanntschaft mit dem Filmregisseur Grégory Perrin, der sie vorher schon zufällig beim Liebesakt mit einem Schweden, eine Überraschung von Jean für Emmanuelle, gefilmt hatte. Die beiden werden auf einer Insel miteinander intim, doch kann Grégory Emmanuelles freizügige Einstellung zur Liebe nicht verstehen und bezeichnet sie in der Folge als Hure. Guillaume wird derweil, wegen eines weiteren Ausrutschers, vorübergehend von Clara verlassen, die auch die gemeinsamen Kinder mitnimmt.
Nach dem Kennenlernen der jungen Touristin Cécile und der lesbischen Dorothée versöhnt sich Emmanuelle bei einem Bootsausflug mit Grégory, weshalb es zum Streit zwischen ihr und ihrem Ehemann kommt, der ihr am Abend vorwirft, sie lasse sich von Grégory in ihrer Lebensart beeinflussen. Es folgt eine Prügelei zwischen Jean und Grégory, woraufhin Emmanuelle mit dem Filmemacher über die Nacht verschwindet. Die beiden verlieben sich endgültig ineinander, und Emmanuelle entscheidet sich dafür, mit ihrem neuen Liebhaber in einigen Tagen nach Paris abzureisen. Am nächsten Morgen will sie sich von ihren Freunden verabschieden und mit Jean aussprechen. Grégory erhält derweil ein Telegramm, in welchem ihm mitgeteilt wird, dass er augenblicklich zurückkehren müsse, da der Film gestrichen sei. Weil er Emmanuelle, die unterwegs ist, nicht erreichen kann, hinterlässt er ihr mehrere Nachrichten, die Jean allerdings zurückhält. Als sie nach Hause kommt, geht Jean mit der Begehrten in ein Restaurant, wodurch Grégory keine Gelegenheit hat, seine neue Liebe zu kontaktieren, und alleine abreisen muss. Nach anfänglicher Trauer der vermeintlich Verlassenen kommt Emmanuelle doch noch hinter Jeans Manipulationsversuch und reist Grégory nach Paris hinterher. Chloe informiert Jean auf Bitte von Emmanuelle von deren Abreise und nimmt den Platz an seiner Seite ein.

## Hintergrund
- Der Song „Goodbye Emmanuelle“ wird von Serge Gainsbourg interpretiert.
- Goodbye Emmanuelle erlebte seine französische Premiere am 21. Juni 1978.[2] In der Bundesrepublik Deutschland wurde der Film schon am 14. Oktober 1977 erstaufgeführt.[3]

## Kritik
Für das Lexikon des internationalen Films war Goodbye Emmanuelle ein „unendlich langweiliger Sexfilm über langweilige reiche Leute, die sich langweilen.“